# Serrat de Carnestoltes
El Serrat de Carnestoltes és un serrat intern del municipi de Llimiana, del Pallars Jussà. Es troba a la part nord-oriental del sector principal del terme municipal.
És, de fet, un contrafort de la Serra de la Vall de Llimiana. Comença rere i al sud-est del Mas d'Artús, a 750 m. alt., 